# Periclimenes sagittifer
Periclimenes sagittifer är en kräftdjursart som först beskrevs av Norman 1861.  Periclimenes sagittifer ingår i släktet Periclimenes och familjen Palaemonidae. Inga underarter finns listade i Catalogue of Life.

## Bildgalleri

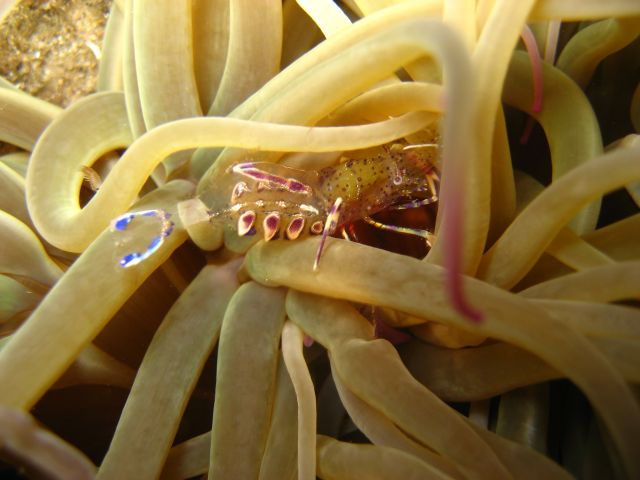